# Dolní Břežany
Dolní Břežany jsou obcí v okrese Praha-západ. Leží jižně od Prahy (v těsném sousedství území hlavního města). Obcí protéká Břežanský potok, který je pravostranným přítokem Vltavy. Pod obcí potok protéká Břežanským údolím. K obci patří místní části Lhota, Zálepy a Jarov. Žije zde přibližně 4 700 obyvatel.
Obec se počátkem 21. století začala velmi rozvíjet v oblasti nové výstavby, ta stará se zároveň rekonstruovala. Dolní Břežany jsou dnes spádovým centrem pro okolní obce nad vltavským údolím. Obec je respektovaná v rámci celé země pro svůj územní rozvoj, veřejný prostor i moderní architekturu. Vznikají zde nové architektonicky kvalitní stavby vzbuzující další zájem architektů i veřejnosti, jako například zdejší sportovní hala. Nachází se zde výzkumná centra ELI Beamlines a HiLASE, která jsou aktivní v oblasti laserových technologií.

## Název
Název Břežany označuje ves, jejíž obyvatelé žijí na břehu, což odpovídá poloze na okraji strmého údolí. Obec Horní Břežany neexistuje. Označení Dolní mělo obec odlišit od Břežan u Lešan nedaleko Neveklova v 17. století, kdy obě obce patřily k panství Pavla Michny z Vacínova. Při zavedení obecního zřízení v roce 1850 nesla obec název Břežany, ale od roku 1880 je uváděna jako Dolní Břežany.

## Části obce
Obec Dolní Břežany se skládá ze čtyř částí na dvou katastrálních územích.
- Dolní Břežany (i název k. ú.)
- Lhota (k. ú. Lhota u Dolních Břežan)
- Zálepy (leží v k. ú. Lhota u Dolních Břežan)
- Jarov (leží v k. ú. Lhota u Dolních Břežan)

## Historie

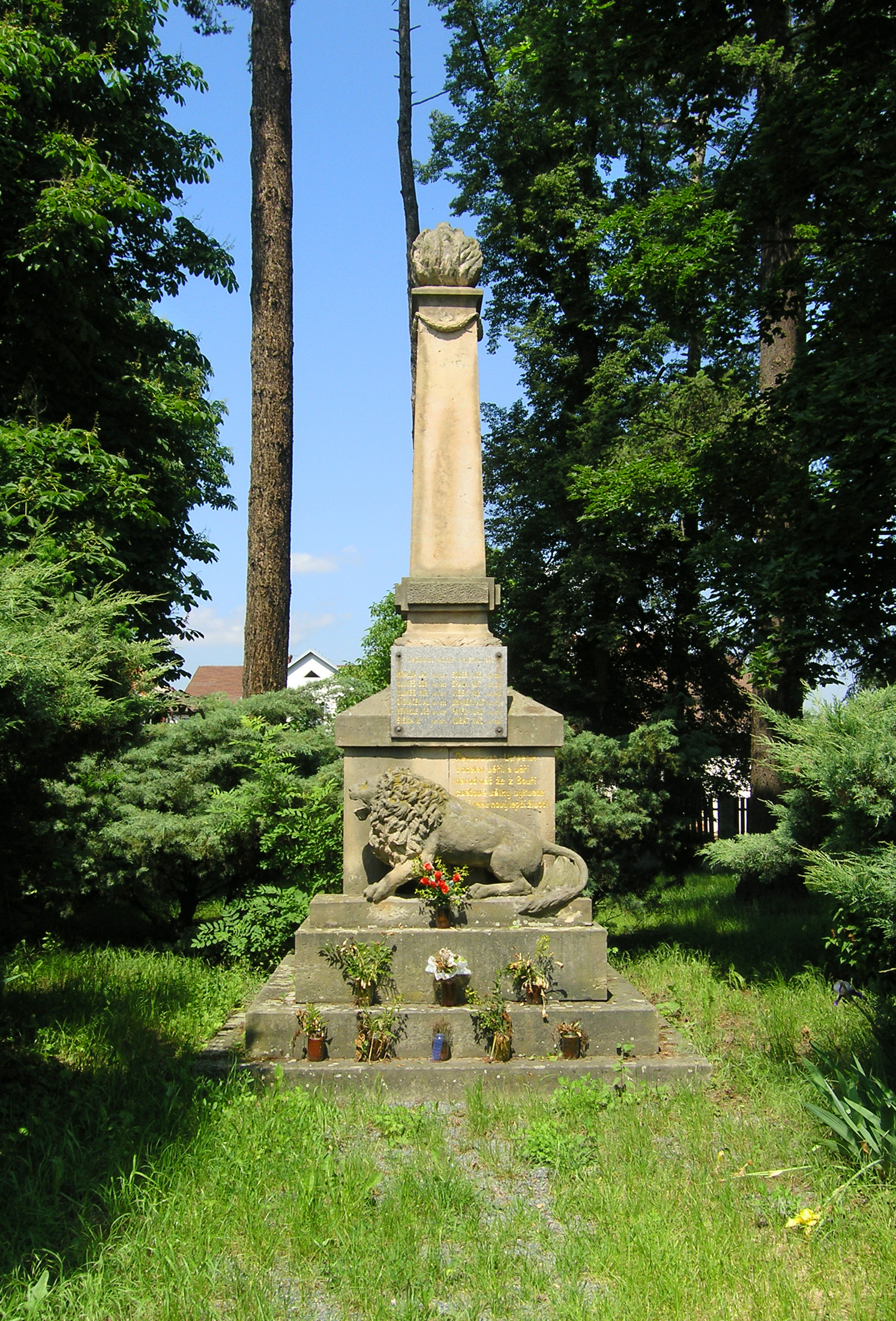
Památník obětem první světové války

Lidské osídlení na území Dolních Břežan je velmi staré. Archeologické nálezy dokládají činnost člověka již v mladší době kamenné. Na území obce leží též keltské oppidum Závist, které je největším oppidem v Čechách.
První písemná zmínka o vsi pochází z roku 1332, kdy ji koupil pražský měšťan Menhart z rodu Olbramoviců od dědiců Eklima Goldnera. Na místě dnešního zámku tehdy stála tvrz. Od roku 1356 až do husitské revoluce byly Břežany v držení zbraslavského kláštera. Roku 1420 byly Břežany dobyty husity pod vedením Jana Žižky z Trocnova, husité poté předali ves svému stoupenci, pražskému konšelovi Jankovi Frelichovi. Po skončení husitských válek v roce 1436 zastavil císař Zikmund břežanský statek Janu Benedetovi z Nečtin. Jeho syn pak v roce 1476 koupil obec od zbraslavského kláštera. Janovi potomci ji vlastnili až do poloviny 16. století.
V letech 1527–1546 Břežany vlastnil Jan starší z Valdštejna, který je prodal svému švagrovi Jetřichu Špetlovi z Janovic a z Prudic. Jeho žena Anna z Dobřenic založila v Břežanech vinice. Špetlovi dědicové prodali statek v roce 1573 Jiříkovi Voděradskému z Hrušova, který byl později sťat. Od roku 1581 statek spravovala za nezletilé potomky jejich matka Anna Voděradská z Dobřenic. Od roku 1585 pak jej vlastnila její dcera Magdalena Voděradská z Hrušova, která se vdala (1590) za místokancléře Českého království Kryštofa Želinského ze Sebuzína († 1606). V době, kdy Želínský spravoval panství, byla tvrz přestavěna na renesanční zámek. Majetek byl roku 1623 jeho synům Václavovi a Gabrielu Krištofovi zkonfiskován a později navrácen jako léno. Oba však zemřeli bez potomků.
Zadlužený majetek, který zahrnoval zámek, pivovar a poplužní dvůr, připadl jejich tetě Polyxeně Donínové z Hrušova. Ta jej prodala (1627) Pavlu Michnovi z Vacínova. Jeho potomci drželi Dolní Břežany až do roku 1673, kdy je koupil Jiří Ludvík ze Sienzendorfu. Po jeho smrti (1683) byly prodány Janu Fridrichovi z Trauttmansdorffu, který byl nejvyšším komorníkem a místodržícím Království českého.
V roce 1715 koupil Dolní Břežany od rodu Trauttmansdorffů pražský arcibiskup František Ferdinand z Khünburku, který dal zámek a jeho okolí adaptovat na letní sídlo pražských arcibiskupů. Od té doby až do roku 1945 pak byla obec nepřetržitě v držení Pražského arcibiskupství. Arcibiskupové měli v zámku jedno ze svých sídel a byli fundátory zdejších staveb a soch, například barokní sousoší Kalvárie s Marií Magdalénou s arcibiskupským znakem na soklu (1760).
Arcibiskup Václav Leopold Chlumčanský z Přestavlk a Chlumčan nechal postavit v Dolních Břežanech školu (1826). V letech 1885–1887 byla zásluhou arcibiskupů Bedřicha Josefa Schwarzenberga a Františka Schönborna vybudována kaple. Vysvěcena byla 14. května 1887.
Od 13. června 1919 v zámku sídlilo italské velvyslanectví.[zdroj?] Arcibiskup František Kordač po svém odstoupení z funkce primase českého v říjnu 1931 trávil na zámku poslední léta svého života.[zdroj?] V době jeho působení navštívily zámek významné osobnosti. 13. července 1919 se zde konala schůze ministerské rady,[zdroj?] v témže roce navštívil zámek prezident Tomáš Garrigue Masaryk.[zdroj?]
V letech 1949–1959 užívalo zámek ministerstvo zemědělství jako školicí středisko. V letech 1959–1960 jej užívalo ministerstvo národní obrany, 1960–1992 ministerstvo vnitra, které v areálu vybudovalo cvičné prostory pro tzv. „červené barety“. V roce 1992 byl zámek bezúplatně převeden do vlastnictví obce a později vrácen v restituci římskokatolické církvi.
V devadesátých letech v obci prudce vzrostl počet obyvatel, a to i přes nedostačující služby a infrastrukturu. Dolní Břežany tehdy patřily k sídlům s nejrychleji rostoucím počtem obyvatel (1991 – 1045 obyv., 2001 – 1512 obyv., 2003 – 1790 obyv., 2005 – 2250 obyv., 2007 – 2485 obyv., 2009 – 2909 obyv.). Obec se rychle rozšiřovala, ač její rozvoj postrádal dlouhodobou koncepci.

### Územněsprávní začlenění
Dějiny územněsprávního začleňování zahrnují období od roku 1850 do současnosti. V chronologickém přehledu je uvedena územně administrativní příslušnost obce (osady) v roce, kdy ke změně došlo:
- 1850 země česká, kraj Praha, politický okres Jílové, soudní okres Jílové[12]
- 1855 země česká, kraj Praha, soudní okres Jílové
- 1868 země česká, politický okres Karlín, soudní okres Jílové
- 1884 země česká, politický okres Královské Vinohrady, soudní okres Jílové[13]
- 1921 země česká, politický okres Královské Vinohrady - expozitura Jílové, soudní okres Jílové[14]
- 1925 země česká, politický i soudní okres Jílové[15]
- 1939 země česká, Oberlandrat Praha, politický i soudní okres Jílové[16]
- 1942 země česká, Oberlandrat Praha, politický okres Praha-venkov-jih, soudní okres Jílové[17]
- 1945 země česká, správní i soudní okres Jílové[18]
- 1949 Pražský kraj, okres Praha-východ[19]
- 1960 Středočeský kraj, okres Praha-západ
- 2003 Středočeský kraj, obec s rozšířenou působností Černošice

### Rok 1932
Ve vsi Dolní Břežany (853 obyvatel, poštovní úřad, telegrafní úřad, četnická stanice) byly v roce 1932 evidovány tyto živnosti a obchody: lékař, cihelna, 2 obchodníci s dobytkem, geometr, 2 holiči, 5 hostinců, chov ryb v arcibiskupském rybníku Pazderak, 2 koláři, 2 kováři, 3 krejčí, vodní meliorační družstvo, půjčovna mlátičky, 2 mlýny, 4 obuvníci, 4 obchody s ovocem, pekař, pohřební ústav, 4 pokrývači, porodní asistentka, 4 řezníci, sedlář, 6 obchodů se smíšeným zbožím, stavební družstvo, obchod se střižním zbožím, 2 trafiky, 2 truhláři, 2 obchody s uhlím, arcibiskupské ředitelství velkostatků.
V obci Lhota (přísl. Jarov, Závist, 280 obyvatel, samostatná obec se později stala součástí Dolních Břežan) byly v roce 1932 evidovány tyto živnosti a obchody: 4 hostince, lom, obchod s motocykly, obchod s lahvovým pivem, 9 rolníků, 2 obchody se smíšeným zbožím, stavitel, tesařský mistr, trafika, zahradnictví.

### 21. století
Zhruba na přelomu tisíciletí obec začala procházet razantní proměnou, za níž z velké části stál starosta Věslav Michalik. Vzhledem k blízkosti Prahy se obec stala místem k bydlení se snadnou dosažitelností hlavního města. Vybudováno bylo například nové náměstí a parky (Keltský a Mlynářský). V parcích byl vybudován skatepark, hřiště na míčové hry, dětská hřiště a venkovní amfiteátr. V září 2015 došlo k otevření Regionálního informačního centra keltského oppida Závist obsahujícího muzeum. V květnu 2016 byl vybudován nový hřbitov a v říjnu 2017 nová, architektonicky oceňovaná sportovní hala. V roce 2018 byla dokončena kompletní renovace zámecké budovy, jež nově slouží jako hotel. Komplexní renovací prošla také zámecká kaple a severní část zámeckého parku, která je přístupna veřejnosti. Významných investic se dočkala Základní škola a Mateřská škola Dolní Břežany, dopravní infrastruktura, zdravotní středisko a technické zázemí obce.
Na místě bývalého zemědělského zázemí stojí od roku 2015 laserové centrum ELI Beamlines zaměřené na základní výzkum. V jeho sousedství leží laserové centrum HiLASE, které se věnuje aplikovanému výzkumu. V obou centrech se nachází jedny z nejintenzivnějších laserových systémů na světě. Centra jsou spolu s dalšími okolními institucemi a firmami aktivními v oblasti vědy, výzkumu a inovací sdružena do vědecko-technologického klastru STAR, který v Dolních Břežanech sídlí. V obci se též nachází síť služeb a obchodů – je zde prodejna Tesco Express, dále mnohé restaurace a kavárny. Výstavba rodinných domků probíhá především v severní části obce nebo v místní části Lhota. Nachází se zde také Olivův pivovar.
Díky rozvoji obce orientovanému na mezinárodní spolupráci v oblasti vědy a výzkumu do Dolních Břežan opakovaně míří zahraniční delegace vědců, diplomatů a politiků. V září 2018 navštívil Dolní Břežany v rámci své návštěvy České republiky indický prezident Rám Náth Kóvind, a to kvůli zmiňovanému laserovému centru, v němž pracují také indičtí vědci.
Ze vzdělávacích institucí se v obci Dolní Břežany nachází například Základní škola a Mateřská škola Dolní Břežany, ZUŠ Harmony a Střední škola, základní škola a mateřská škola da Vinci.

## Obyvatelstvo

### Počet obyvatel
Počet obyvatel je uváděn za Dolní Břežany podle výsledků sčítání lidu včetně místních částí, které k nim v konkrétní době patří. Je patrné, že stejně jako v jiných menších obcích Česka počet obyvatel v posledních[kdy?] letech roste. V celé dolnobřežanské aglomeraci nicméně žije necelých 5 tisíc obyvatel.[kdy?]
| 1869 | 1880 | 1890 | 1900 | 1910 | 1921 | 1930  | 1950  | 1961  | 1970  | 1980  | 1991  | 2001  | 2011  |
| ---- | ---- | ---- | ---- | ---- | ---- | ----- | ----- | ----- | ----- | ----- | ----- | ----- | ----- |
| 753  | 744  | 864  | 912  | 919  | 926  | 1 072 | 1 075 | 1 102 | 1 055 | 1 102 | 1 045 | 1 444 | 3 696 |

| 1869 | 1880 | 1890 | 1900 | 1910 | 1921 | 1930 | 1950 | 1961 | 1970 | 1980 | 1991 | 2001 | 2011 |
| ---- | ---- | ---- | ---- | ---- | ---- | ---- | ---- | ---- | ---- | ---- | ---- | ---- | ---- |
| 87   | 95   | 103  | 119  | 131  | 133  | 205  | 542  | 274  | 283  | 296  | 346  | 504  | 952  |

## Pamětihodnosti

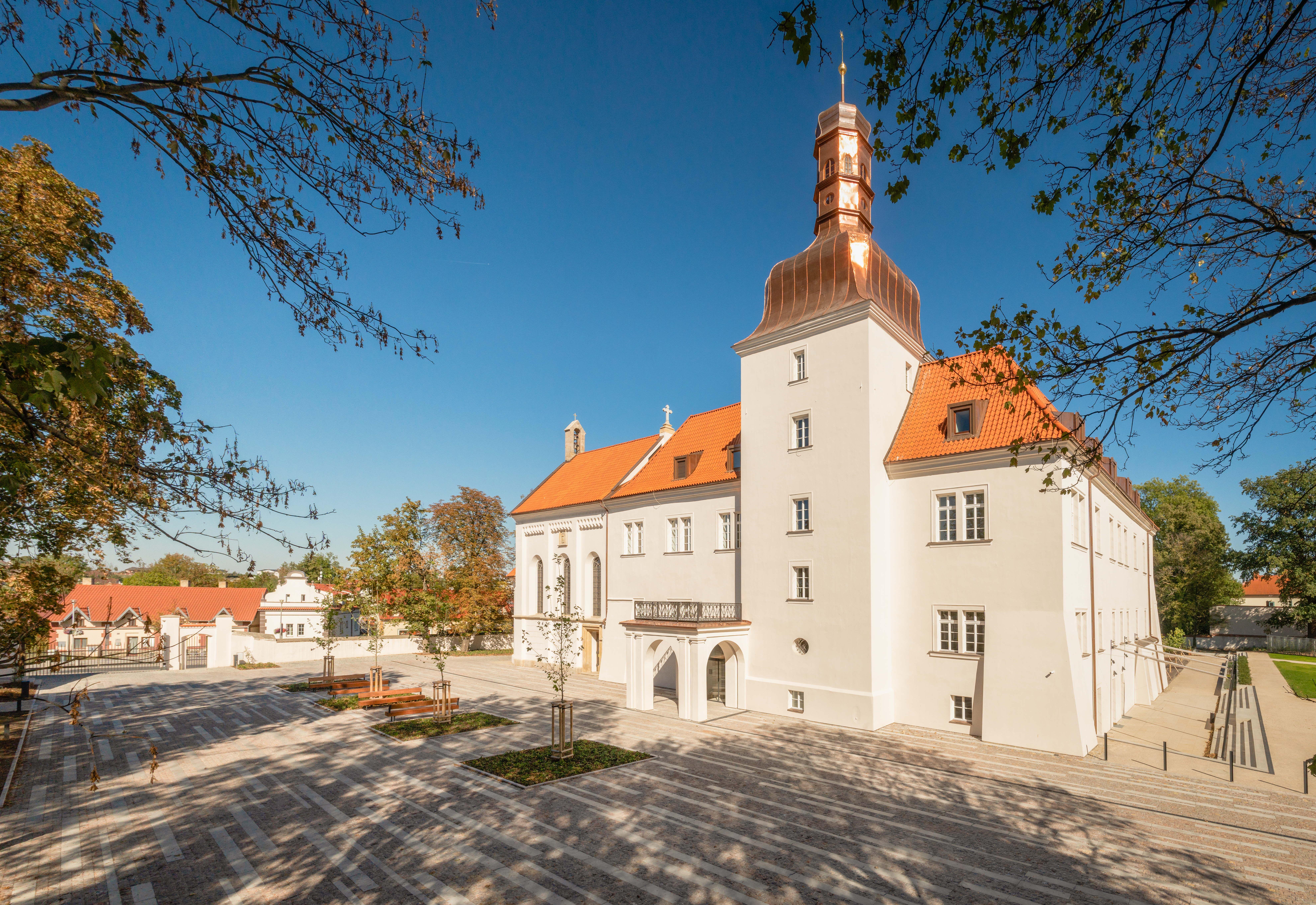
Zámek Dolní Břežany po rekonstrukci v roce 2018

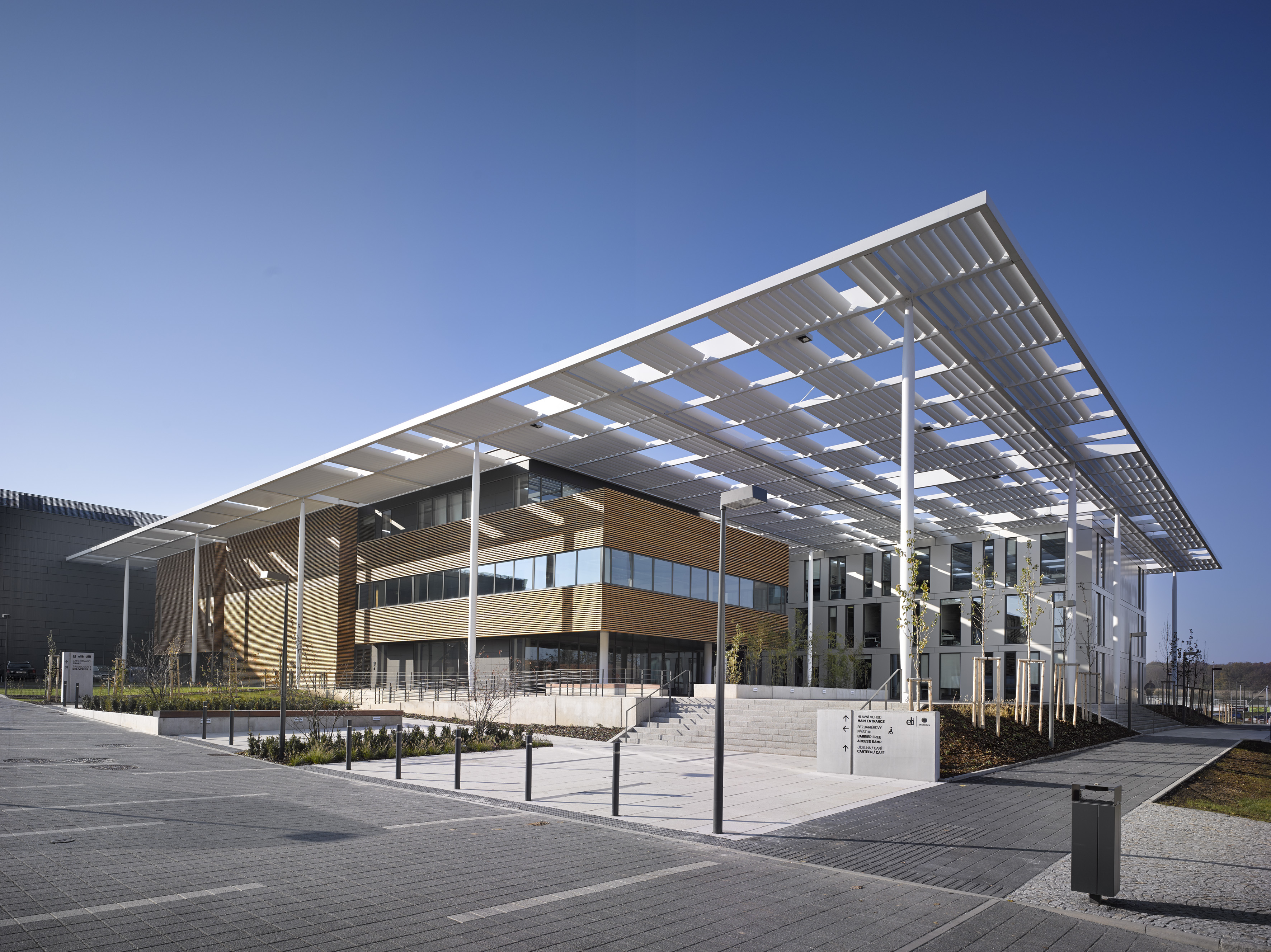
Vědecké centrum ELI Beamlines

- Zámek Dolní Břežany – čtyřkřídlý dvoupatrový zámek kolem čtvercového dvora, s hranolovou věží v západním průčelí, původně renesanční stavba z období okolo roku 1600. Pseudorománská kaple sv. Maří Magdalény byla přistavěna v letech 1885–1887. Roku 1901 bylo podle letopočtu na fasádě upraveno vnitřní nádvoří a přistavěna loggie. V průjezdu se nachází nástropní štuková výzdoba z konce 17. století, ve zdi je vsazen náhrobník z doby kolem roku 1580. Objekt je dnes opět v majetku Pražského arcibiskupství.
- Sousoší Kalvárie s kající se Maří Magdalénou na návsi, pískovec, dílo Jana Antonína Quitainera z roku 1760, signované AQ; roku 2010 nahrazeno kopií, originál roku 2011 přenesen do Lapidária Národního muzea v Praze.
- Na vrchu Hradiště se nachází pozůstatky oppida Závist osídleného Kelty od 6. století př. n. l. do konce 1. století př. n. l.. Druhé hradiště, z raného středověku, leží na západním okraji obce v poloze Hradišťátko.
- Sportovní hala Dolní Břežany byla postavena v roce 2017 a je unikátní svou fasádou a unikátním tvarem. V roce 2018 byla oceněna titulem Stavba roku.
- Vědecká centra ELI Beamlines a HiLASE
- Olivův pivovar
- Na území obce se též nachází několik menších pomníků a kapliček.

## Doprava

### Dopravní síť
Pozemní komunikace – Katastrem obce prochází jedna krajská silnice II. třídy a několik krajských silnic III. třídy.
- Okružní silnice II. třídy č. 101, která obcí prochází ve svém jižním úseku Praha-Zbraslav – Dolní Břežany – Jesenice – Říčany.
- Silnice III. třídy č. 0031 Praha-Písnice – Dolní Břežany
- Silnice III. třídy č. 00314 Hodkovice – Dolní Břežany
- Silnice III. třídy č. 00315 Dolní Břežany – Libeř – Radlík – Sulice – Mandava
- Silnice III. třídy č. 10115 Praha-Točná – Dolní Břežany – Zvole – Březová-Oleško
- Silnice III. třídy č. 10116 Dolní Břežany – Lhota – silnice 10115

Železnice – Katastrem obce prochází železniční trať 210 na pravém břehu Vltavy v úseku mezi hranicí Prahy a železniční zastávkou Dolní Břežany-Jarov, která se nachází na hranici katastrů Dolních Břežan a Ohrobce.

### Veřejná doprava
Autobusová doprava – Obec obsluhují příměstské linky PID.
- Páteřní linka 333 v trase Praha-Kačerov – Dolní Břežany – Zvole – Březová-Oleško zajišťuje základní dopravní obslužnost obce a místní části Lhota.
- Linka 341 v trase Praha-Modřany – Dolní Břežany – Zlatníky-Hodkovice – Libeř – Jílové u Prahy zajišťuje obslužnost oblastí Na Spálence a Nad Mlýnem a alternativní spojení do Prahy směrem na Modřany. V Dolních Břežanech navazuje na páteřní linku 333.
- Linka 331 v trase Praha-Opatov – Vestec –  Zlatníky-Hodkovice – Dolní Břežany – Zálepy zajišťuje obslužnost místní části Zálepy, propojuje vědecká centra Dolnobřežanska a nabízí spojení s oblastí Jižního Města. V Dolních Břežanech navazuje na linky 333 a 341.
- Školní linka 762 v trase (Dolní Břežany –) Zlatníky-Hodkovice – Jesenice zajišťuje spojení k jesenické škole z oblasti Dolních Břežan a k dolnobřežanské škole z oblasti Jesenice. Odpolední krátké spoje navazují ve Zlatníkách-Hodkovicích na linku 341.
- Noční linka 960 s jedním párem spojů, v trase identické s linkou 341, navazuje v Praze-Modřanech na noční tramvaj.

Železniční doprava – V zastávce Dolní Břežany-Jarov zastavují spoje železničních linek PID S8 a S88 v trase Praha-hlavní nádraží – Vrané nad Vltavou – Čerčany/Dobříš. Zastávka zajišťuje především dopravní obsluhu místní části Jarov. S větší docházkovou vzdáleností je zastávka dostupná i z oblasti Zálep.

## Osobnosti
- Vendelín Grünwald (1812–1885), právník a veřejný činitel v jižních Čechách
- Eduard Prchal (1911–1984), vojenský letec
- Věslav Michalik (1963–2022), politik, starosta obce

## Galerie

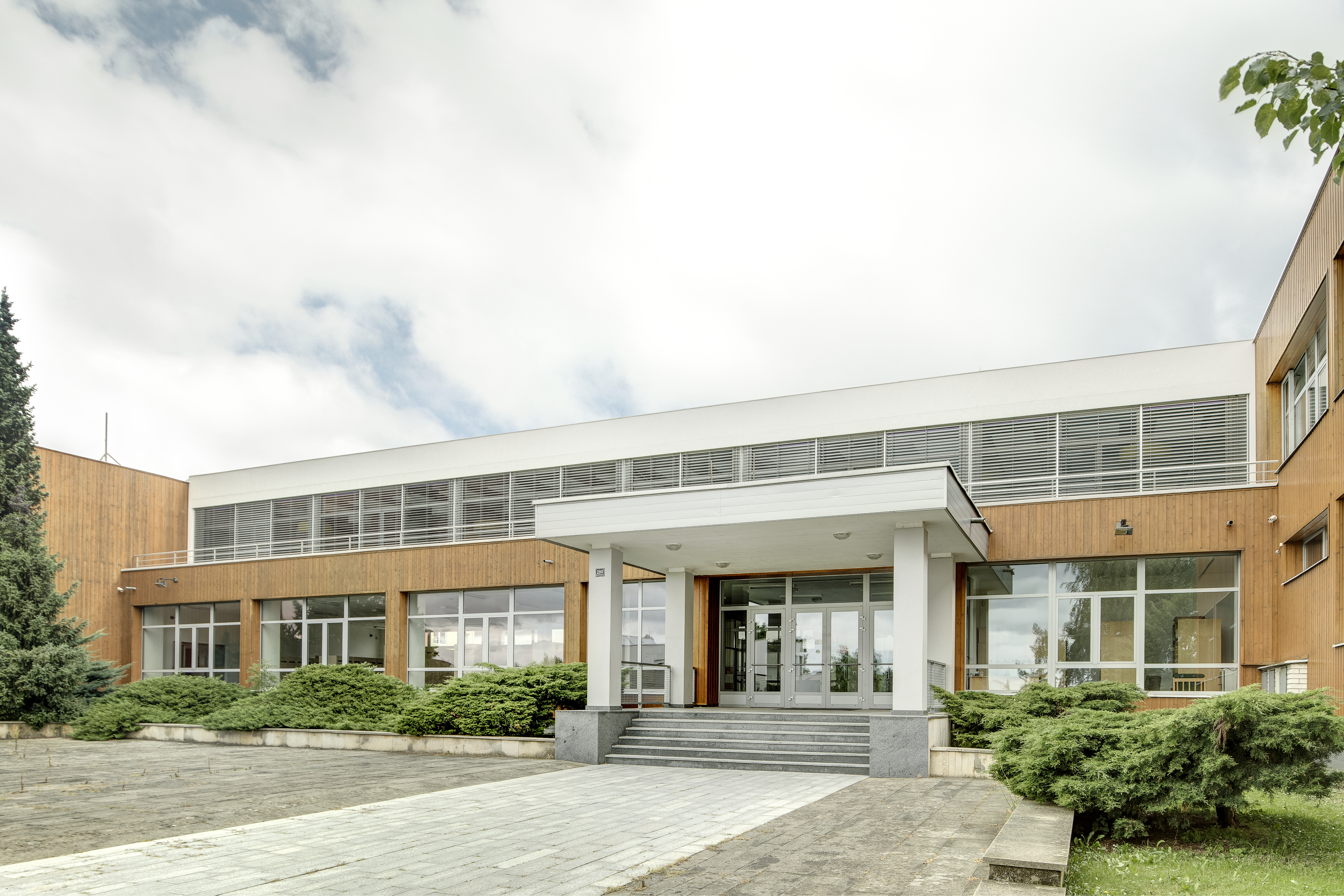
Základní škola
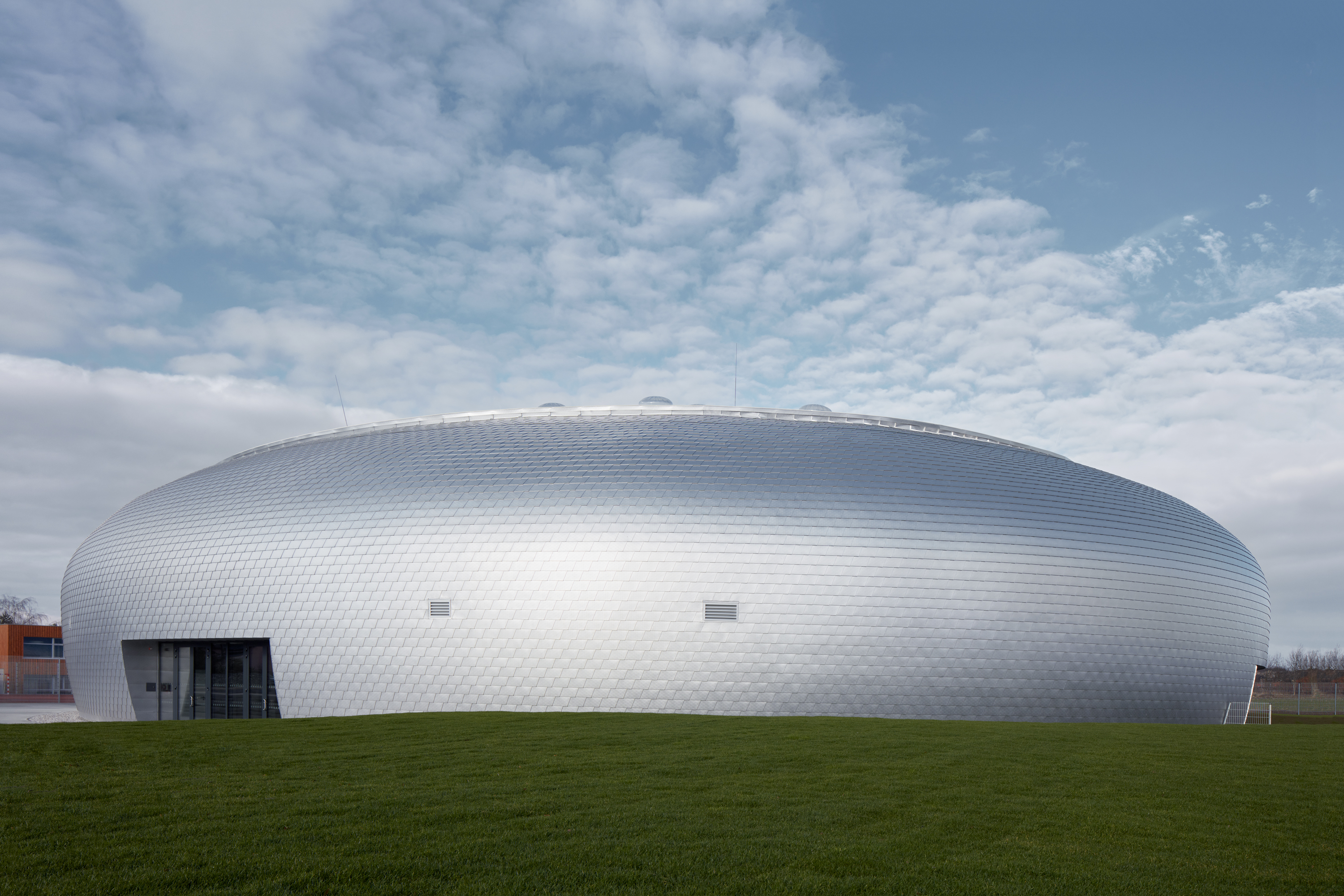
Sportovní hala
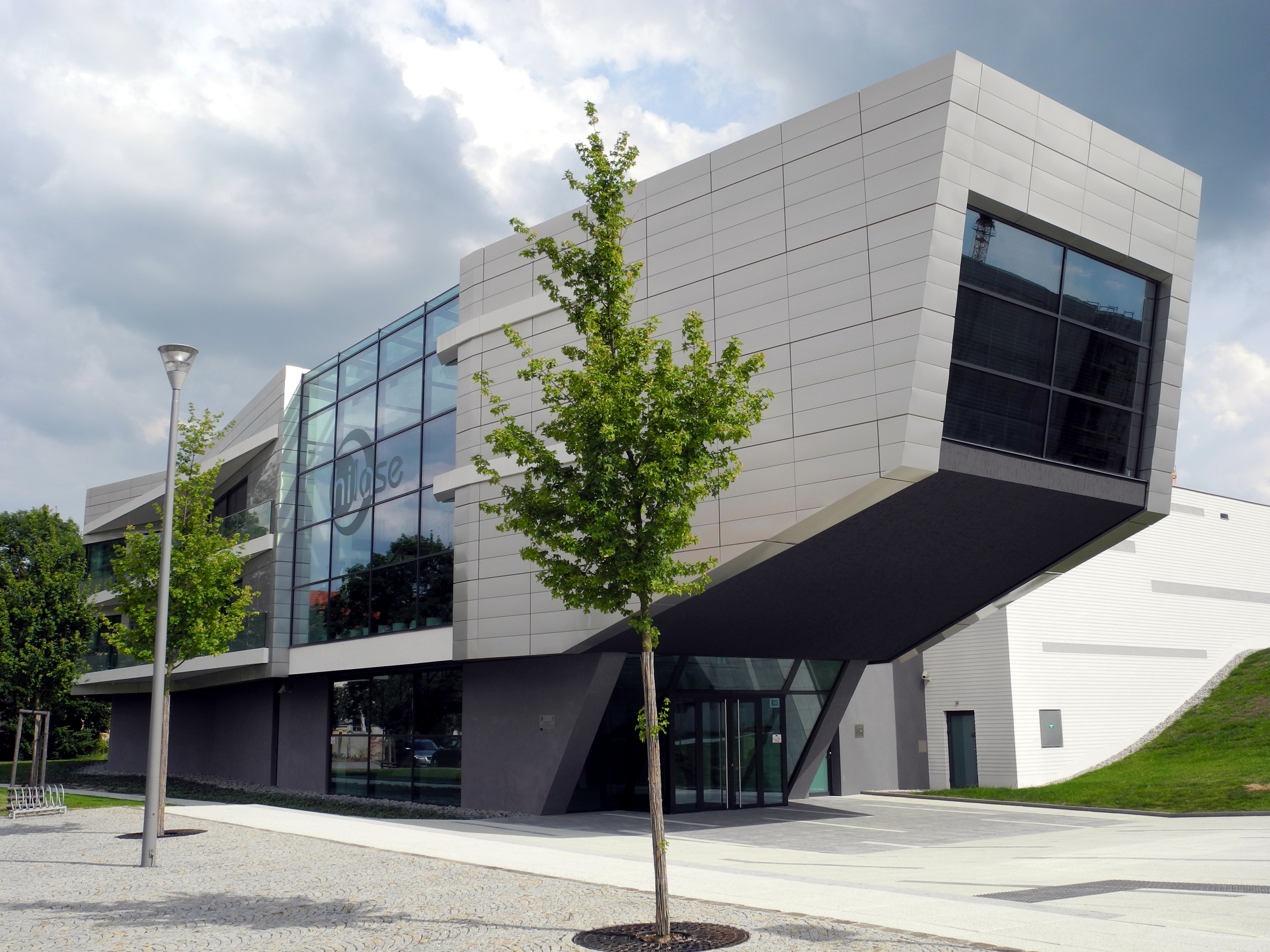
Laserové centrum HiLASE
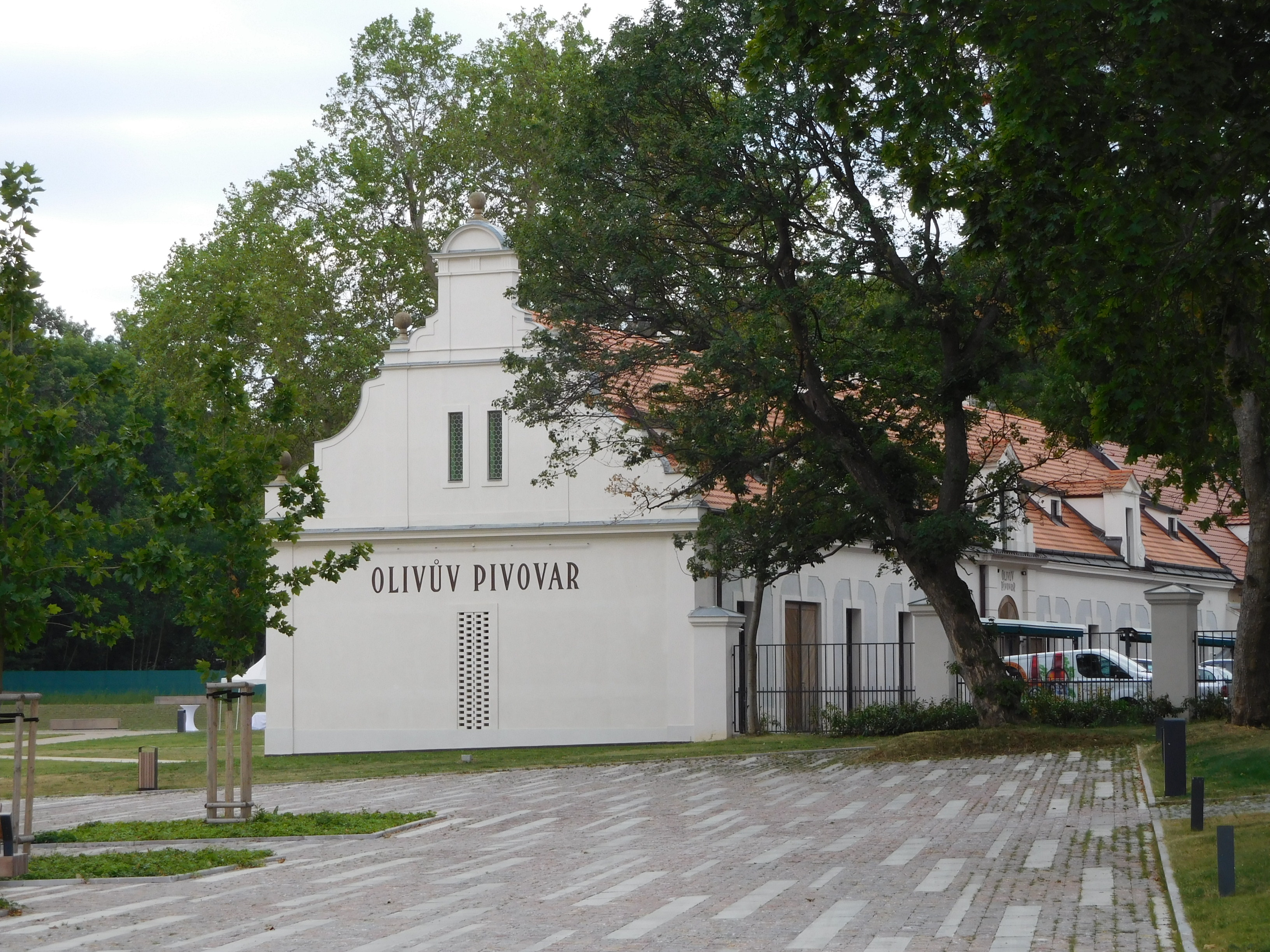
Olivův pivovar
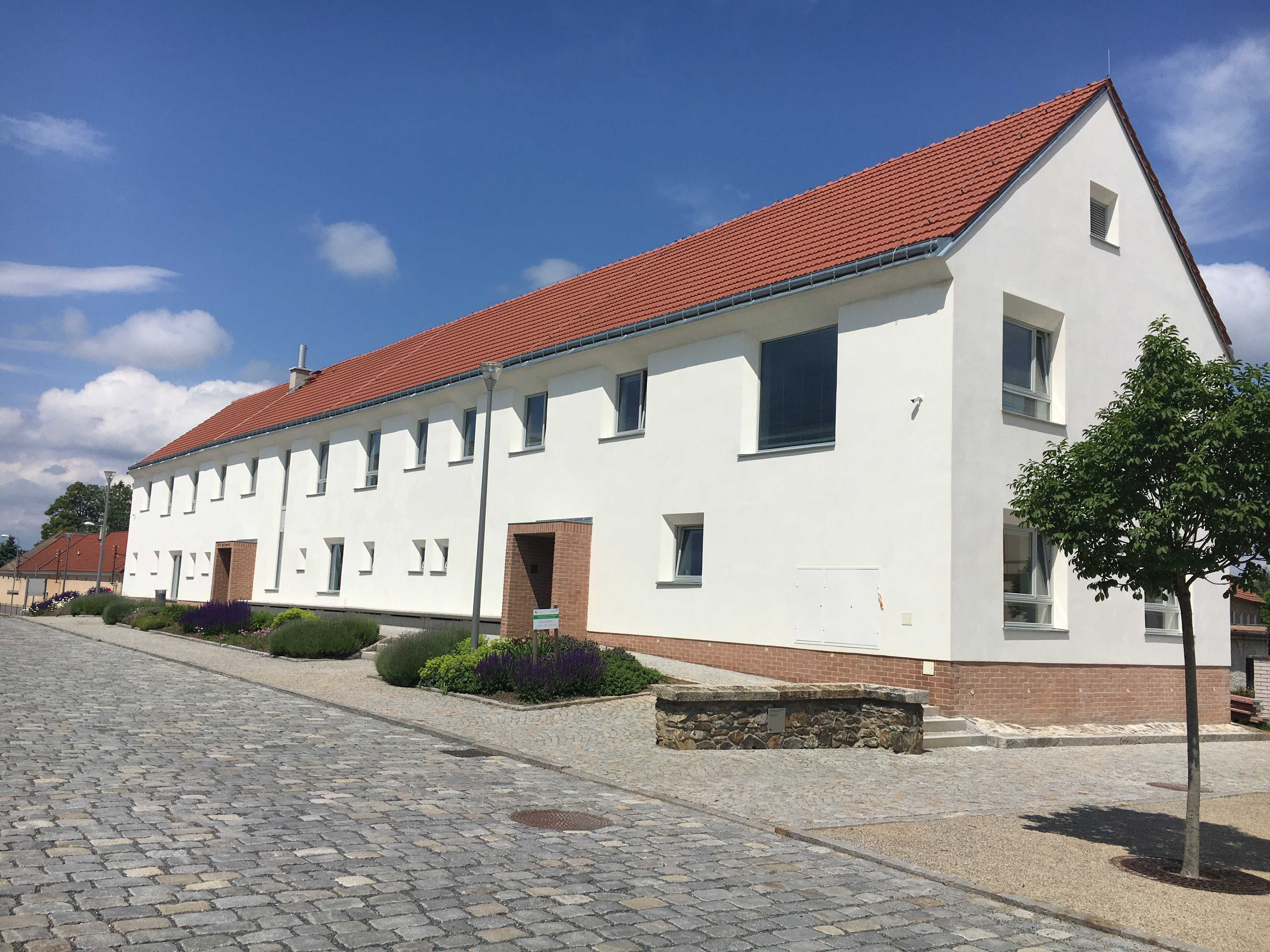
Citlivá rekonstrukce historické budovy
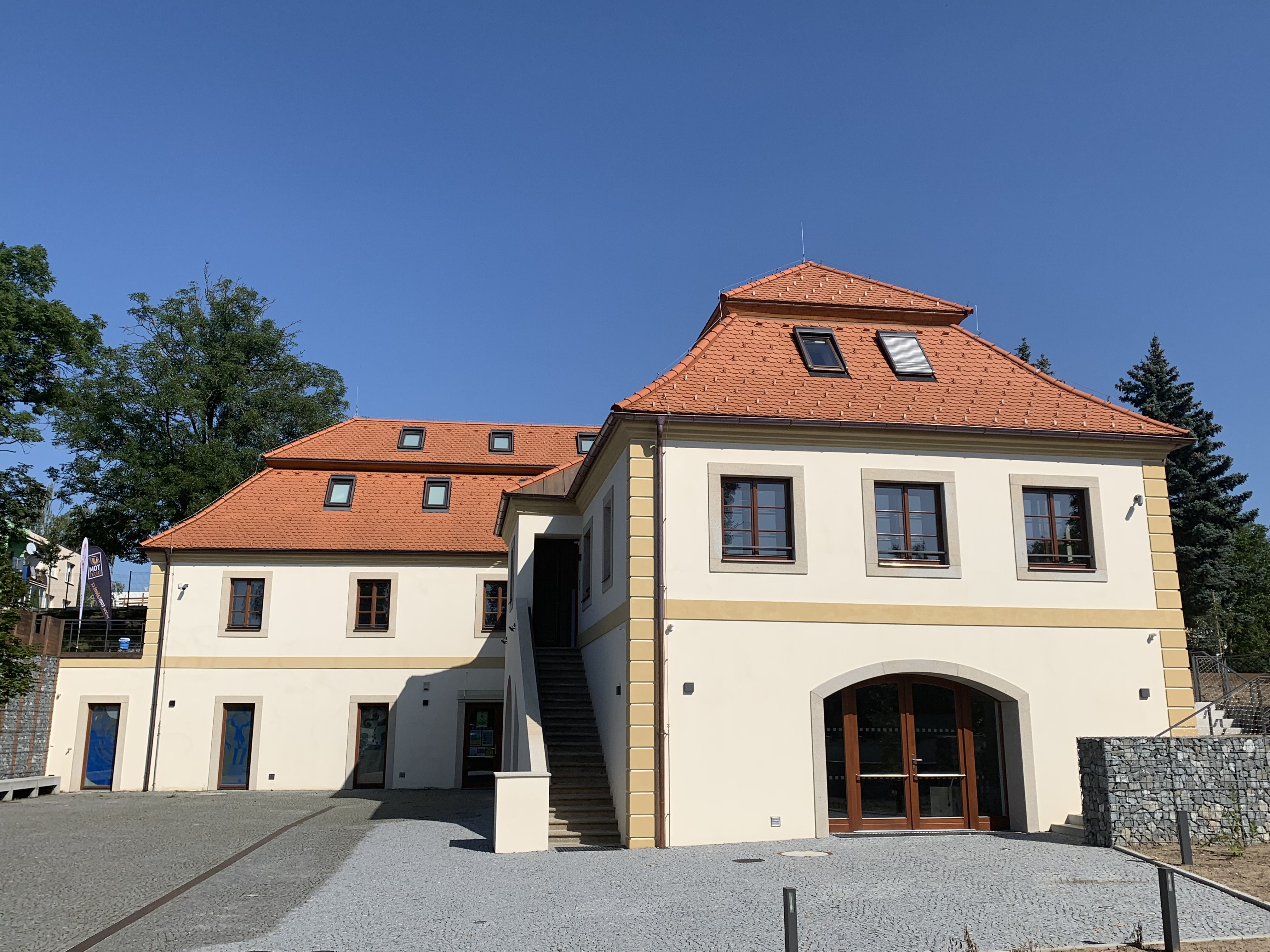
Regionální informační centrum Keltského oppida Závist
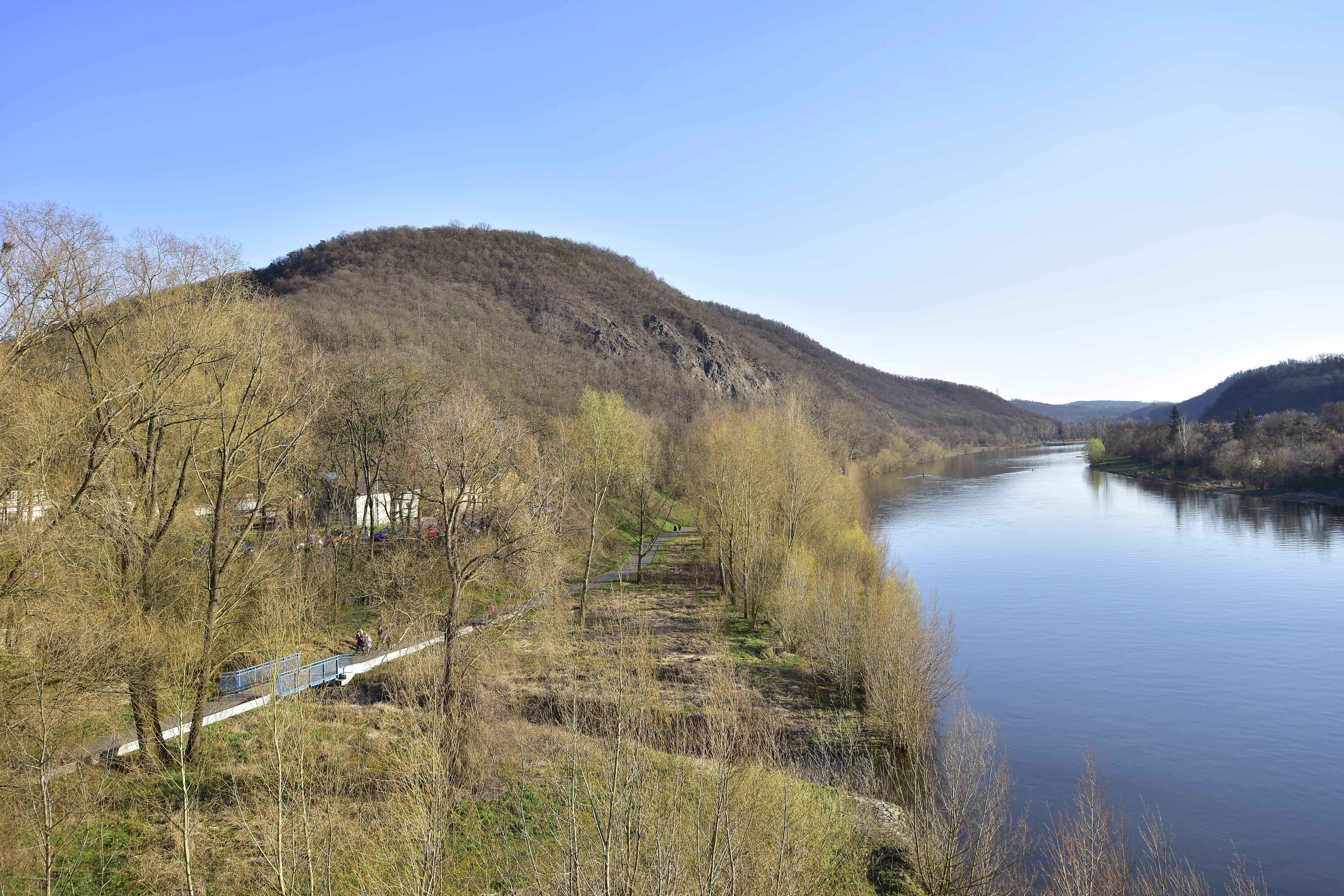
Největší keltské oppidum
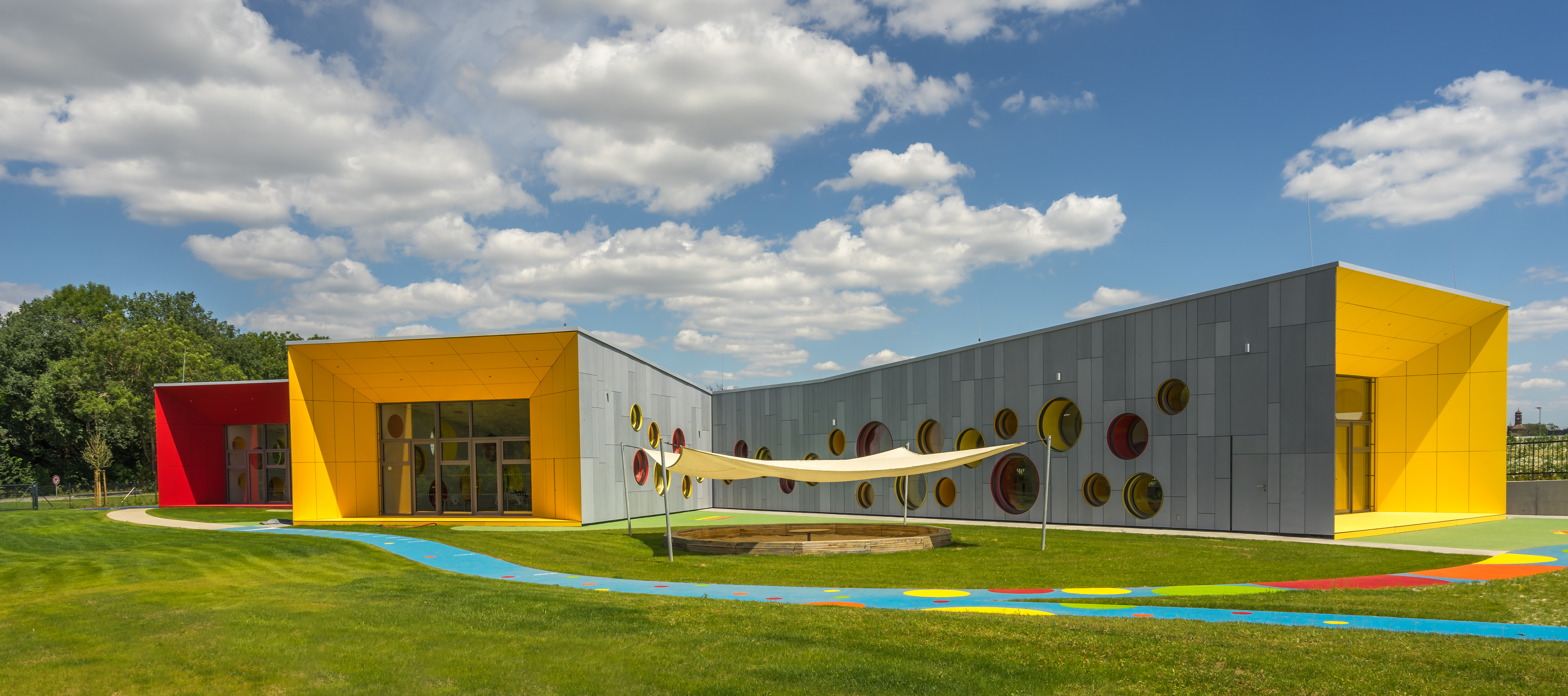
Nová mateřská školka v lokalitě K Hradišťátku